# Emma James
Pour les articles homonymes, voir James.
Emma James, née le 7 septembre 1976 à Sydney (Australie), est une ancienne coureuse cycliste australienne.

## Biographie
Emma James a passé deux années avec l'équipe Australian Institute of Sport (AIS) basée en Italie, s'ensuivit en 2004 la signature d'un contrat professionnel complet, d'abord avec l'équipe SATS et maintenant avec Bik Gios. C'est une cycliste volontaire qui a décidé qu'elle préférait se mesurer à l'élite du cyclisme professionnel plutôt que de tester la salinité des voies navigables de Sydney en tant que scientifique de l'environnement, son ancien métier avant qu'elle ne décide de venir en Europe, pour tenter l'aventure du cyclisme professionnel. Ses coéquipières pour la première saison professionnelle en 2004 étaient la norvégienne Anita Valen, l'australienne Rochelle Gilmore, la canadienne Manon Jutras, l'anglaise Sara Symington et les danoises ; Meredith Miller, Trine Hansen et Mette Andersen.

## Palmarès sur route
- 2002
  - Tour féminin en Limousin
  - 3e étape du Tour de Snowy
  - 3e étape du Trophée d'or féminin
  - 2e du Trophée d'or féminin
  - 3e du championnat d'Australie sur route
- 2003
  - 2e du Tour féminin en Limousin
- 2004
  - 3e étape de Bay Classic
  - 3e du Tour féminin en Limousin

### Grands tours

#### La Grande Boucle féminine
1 participation
- 2003 : 18e